# Entérocœlie
L'entérocœlie est le processus par lequel un organisme mésoderme est formé pendant le développement de l'embryon, dans lequel le cœlome forme une poche qui sera détachée du tube digestif. Ce genre de formation du cœlome se produit chez des animaux deutérostomiens, en fait essentiellement chez les Echinodermes. Les Vertébrés développent leurs cavités cœlomiques selon un mode plus proche de la schizocœlie.
Le développement entérocœlien débute lorsque l'embryon atteint la phase gastrulaire. À ce point du développement embryonnaire, on y retrouve deux épaisseurs de cellules - l'ectoderme, (du grec ancien ektos « au dehors » et derma, dermatos « peau ») et l'endoderme (du grec ancien endov « dedans »).
Le mésoderme (du grec ancien meso « milieu, entre ») se forme lorsque des « plis » sont créés sur l'endoderme, dans lesquels finissent par apparaître deux « poches » de tissus, l'une au-dessus et l'autre en dessous de l'endoderme. Ces poches, en grossissant, se rapprochent l'une de l'autre jusqu'à ce qu'elles se rencontrent. C'est lorsque ces deux poches se rejoignent que le mésoderme est créé, c'est la formation d'une couche complète de tissus en plein milieu de l'endoderme et de l'ectoderme.
C'est ensuite que se formera un cœlome.